# Bommachavalli, Alur
Bommachavalli là một làng thuộc tehsil Alur, huyện Hassan, bang Karnataka, Ấn Độ.